# Leopold H. Haimson
Leopold H. Haimson (ur. 1927, zm. 18 grudnia 2010) – amerykański historyk, sowietolog. 

## Życiorys
Był uczniem Michaela Karpovicha (doktorat w 1952). Pracował w University of Chicago od 1956 roku. Od 1965 profesor Columbia University. Zajmował się dziejami Rosji przełomu XIX i XX wieku, zwłaszcza dziejami rosyjskiego ruchu rewolucyjnego. Jest zaliczany do grona rewizjonistów. 

## Wybrane publikacje
- The Parties and the State: The Evolution of Political Attitudes (Bobbs-Merrill, 1960)
- Russian Marxists and the Origins of Bolshevism (1966)
- The making of a workers' revolution: Russian social democracy, 1891-1903 (University of Chicago Press, 1967) with Allan K. Wildman
- The Mensheviks: From the Revolution of 1917 to the Second World War (University of Chicago Press, 1974) with David J. Dallin.
- The Mensheviks : From the Revolution of 1917 to the Second World War (1975)  with G. Vakar
- The Politics of Rural Russia, 1905-1914 (1979)
- The Making of Three Russian Revolutionaries: Voices from the Menshevik Past (1987) with Ziva Galili Y Garcia & Richard Wortman
- Russia's Revolutionary Experience, 1905-1917: Two Essays (Columbia University Press, 2005)
- "The Problem of Social Stability in Urban Russia, 1905-1917 (Part One)" Slavic Review (1964) 23#4 pp 619-642in JSTOR; "The Problem of Social Stability in Urban Russia, 1905-1917 (Part Two)." Slavic Review 24.1 (1965): 1-22. in JSTOR
  - "'The Problem of Political and Social Stability in Urban Russia on the Eve of War and Revolution' Revisited." Slavic Review (2000) pp: 848-875. in JSTOR
- with Charles Tilly. "Strikes, wars, and revolutions in an international perspective." in Tilly, ed., Strike Waves in The Late Nineteenth and Early Twentieth Centuries (1989).
- Strikes, Social Conflict, and the First World War: An International Perspective
- "Lenin's Revolutionary Career Revisited: Some Observations on Recent Discussions." Kritika: Explorations in Russian and Eurasian History 5.1 (2004): 55-80.